# Dareysteel
 Solomon Paul Ojo   (11 de agosto de 1975), más conocido como  Dareysteel   o  Golongolo Master, es un rapero,  cantante  español de  música  rap. Su música es una fusión de pop, hip hop, dancehall y el rap. Dareysteel alcanzó la popularidad  después de la publicación de sus singles "Fly Higher ","Shake ya Booty", "Golongolo",  "Celebration", y "Boom Boom", ambos de los cuales recibió considerable airplay de radio national

## Biografía
A los 12 años, Dareysteel incursionó en el hip hop con su grupo The Big Family. Posteriormente, siguió por su cuenta y lanzó su primera canción oficial en Sevilla en 2003. la canción fue incluida en los Mixtapes Selección de DJ megamax en Madrid y estuvo disponible en el sitio web de Myspace en 2007.
Dareysteel se dio a conocer en la escena musical a través de sus canciones Golongolo, Shake ya Booty, Twelve in the Midnight, Celebration, Fly Higher, Boom Boom, Su canción Boom Boom apareció en varias listas de música internacionales.
El rapero dijo que dedicaría el 50 por ciento de sus ventas de la canción Celebration para apoyar a organizaciones benéficas. Según su página web oficial de MTV, Facebook y Twitter, el rapero dice que su canción "Celebration" trata de la lucha contra la pobreza, y también para apoyar a los bebés sin madre. Dareysteel ha sido descrito por Vanguard como "uno de los cantantes más importantes del mundo".
A fecha de 2015 el rapero lanzó su nuevo Canción   How Come ,   Get down on the Floor ,  Hold on, Murder,  y Pump it up , en el que habla en contra la violencia, la guerra y el crimen en África y el resto del mundo. y su música fue incluida en el Music Charts en Francia,
en el año 2016, Dareysteel lanzó Dos discos álbum a la venta  Unbreakable y Man of the Year. También fue incluida en el music Charts en Francia 
A fecha de 9 de julio de 2018,  el rapero lanzó su nuevo disco álbum   Untouchable , a la venta
Dareysteel igualmente ve la música como una poderosa herramienta que puede ser usada para luchar contra la injusticia y lograr un cambio positivo en la sociedad

## Discografía

### Álbumes
- Dangerous    ( 2012 )
- Unstoppable   ( 2015 )
- Unbreakable    ( 2016 )
- Man of the Year  ( 2016 )
- Untouchable    ( 2018 )
- Uplifted    ( 2021 )

### En solitario
- " CHANGES" (LP)
- " SEXY GIRL " (LP)
- " GOLONGOLO " (LP)
- " IN THE CLUB" (LP)
- " SHAKE YA BOOTY " (LP)
- " FLY HIGHER " (LP)
- " TWELVE IN THE MIDNIGHT " (LP)
- " CELEBRATION " (LP)
- " CELEBRATION "   ( radio edit ) (LP)
- " BOOM BOOM " (LP)
- " Get Down on the Floor " (LP)
- " How Come " (LP)
- " Hold on " (LP)
- " Pump it up  " (LP)
- " Murder " (LP)
- " Invisible " (LP)
- " Mariana " (LP)
- " i love your body  " (LP)